# Mariä Heimsuchung (Herzogenrath)

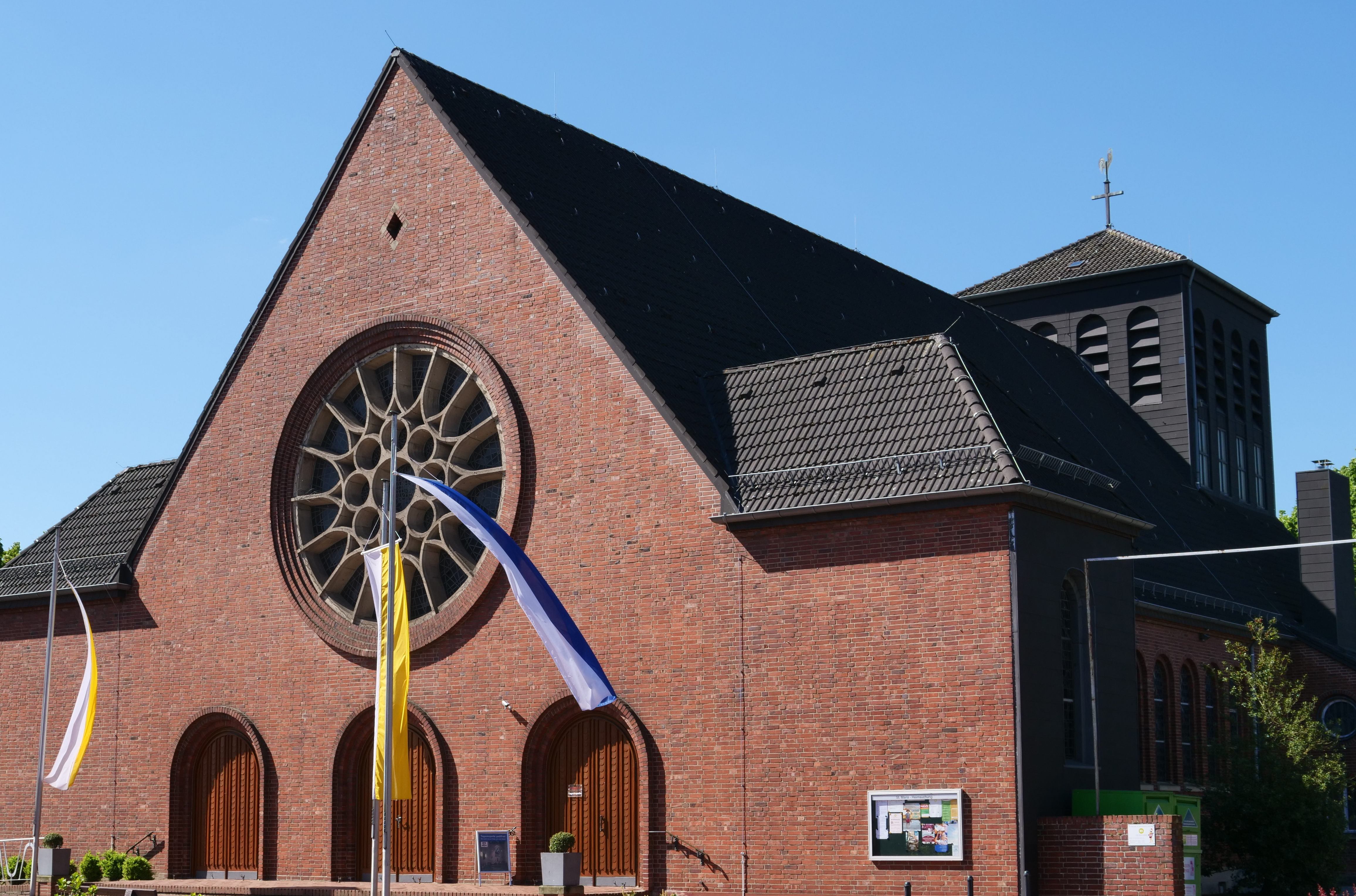
Mariä Heimsuchung in Herzogenrath von Nordwesten gesehen

Mariä Heimsuchung ist eine römisch-katholische Filialkirche in Herzogenrath im Ortsteil Kämpchen der früheren Gemeinde Kohlscheid.

## Geschichte
Etwa das gesamte Gebiet der früheren Gemeinde Kohlscheid gehörte vor Ende des 19. Jahrhunderts zur Pfarrei St. Katharina in Kohlscheid. Bedingt durch die starke Entwicklung des Bergbaus und die damit zunehmende Bevölkerung entstand in vielen Ortsteilen das Bedürfnis nach einer eigenen Pfarrkirche. So auch in Kämpchen, das eine eigene Grube besaß, die mittlerweile mit den anderen Gruben des Wurmreviers zusammengelegt worden war und die vom Eschweiler Bergwerks-Verein (EBV) betrieben wurde.
Ein Kirchbauverein wurde 1935 gegründet und Bischof Johannes Josef van der Velden ernannte 1945 P. Josef Moonen SMM (Montfortaner) zum Rektor (bis 1948). 1947 wurde das Rektorat offiziell eingerichtet und von St. Katharina abgetrennt, Anfang 1952 folgte die vermögensrechtliche Selbstständigkeit. Gleichzeitig mit der Fertigstellung des Kirchbaus wurde Mariä Heimsuchung zur Pfarrei erhoben.

## Die Kirche
Der Vorentwurf stammt von Gottfried Jonas aus Duisburg, der Architekt Peter Gier entwickelte die Baupläne und begleitete die Ausführung. Nach dem ersten Spatenstich im Juli erfolgte die Grundsteinlegung im Oktober 1952. Im Juni 1953 wurde die Kirche geweiht.
Es ist eine Backsteinsaalkirche unter einem tief herabhängenden Satteldach. Die Grundfläche ist 35 × 15 m und bietet 250 Sitz- und 600 Stehplätze. Über dem Altarraum erhebt sich ein vierseitiger, wuchtiger Glockenturm mit einem niedrigen Zeltdach, der den Dachfirst des hohen Satteldaches nur wenig überragt. An jeder Längsseite sind 12 gekoppelte, rund geschlossene Fenster eingelassen. Über dem Haupteingang im Ostgiebel befindet sich ein großes Maßwerk-Rosenfenster.
Innen ist die Decke mit Holz verkleidet. Der Chor ist um 6 Stufen erhöht. 1956 wurde die erste Orgel eingebaut, die bei einem Kirchenbrand 1994 zerstört wurde. 1999 wurde eine Orgel eines unbekannten Orgelbauers aus einem Kloster bei Anderlecht erworben, im Chorraum der Kirche aufgestellt und später auf die Empore umgesetzt. Das Instrument verfügt über 15 Register auf zwei Manualen und Pedal. Die Glasmalereien von 1956 stammen von Johannes Beeck aus Hinsbeck. Karl Radinger führte 1956 den Kreuzweg aus. Im August 1966 und nach dem Kirchenbrand 1994 wurden umfassende Renovierungen durchgeführt.

## Vorgeschichte
Der Generaldirektor des EBV ersuchte die Generaloberin in Monschau um den Aufbau einer Niederlassung in Kohlscheid für den Betrieb einer Bewahrschule und für die ambulante Krankenpflege für Familien. 1920 kamen 5 Schwestern der Franziskanerinnen von der Heiligen Familie (OSF) zum Aufbau des St.-Josef-Klosters in Räumen, die der EBV zur Verfügung gestellt hatte. Die Bewahrschule wurde 1921 eröffnet und im Haus eine Kapelle eingeweiht. Schon bald lasen Franziskaner aus Aachen und Patres aus Simpelveld täglich eine Messe. 1922 wurde eine Nähschule eröffnet, die 1930 bei der Volksmission wegen des Andrangs als Notkapelle hergerichtet wurde. Ab Juli 1945 wurden im Kloster sonntags drei Messen gelesen und es fanden Taufen und Erstkommunionen statt. Diese Situation eines Notbehelfs über viele Jahre führte zum Wunsch des Aufbaus einer eigenständigen Pfarrei. 1961 wurden die Ordensschwestern abberufen und das Kloster aufgelöst.

## Die Pfarrei
Mit ihrer Gründung umfasste die Pfarrei die Ortsteile Kämpchen, Forstheide und Kircheich.  2010 wurden die fünf Kohlscheider Pfarreien, darunter auch Mariä Heimsuchung, zur Großgemeinde Christus unser Friede zusammengelegt.